# Technológiák a Csillagkapu-sorozatokban

## Tau'ri technológia
A Tau'ri, azaz a földi emberek elég sok technológiára tettek szert a CSK csapatok segítségével.

### Űrhajók
Több, mint öt év kutatás után, több milliárd dollárt beleölve, több sikertelen prototípus után sikerült kifejleszteni az első idegen eredetű technológián alapuló űrhajót. Ez az F-302-es modell, ami két férőhelyes. Nem sokkal később megalkották az első csatacirkálót is, a Prometheus-t. Később az asgardok segítségével több ilyen hajót is sikerült megalkotni.

#### X-301
Az első kísérlet egy idegen űrhajó megváltoztatására (átépítésére), egy Goa'uld Halálsiklóból. A kísérlet kudarcba fulladt, amikor egy tesztrepülés során aktiválódott az Apophis által beépített automatikus hazahívó eszköz, ami visszaviszi az ellopott Siklót.

#### X-302
A második kísérleti vadászrepülőgép program. Földi technológiával tervezték és építették meg. A Föld első kísérlete egy olyan hajó létrehozására, amely képes a hiperűrben repülni. A prototípus elpusztult, amikor részt vett a Föld megmentéséért indított akcióban Anúbisz ellen.

#### F-302
Az X-302-es kísérleti gép végső változata. Az F-302 egy elfogó vadászrepülőgép, amit az Egyesült Államok használt. Képes repülni az űrben, és rövidtávon a hiperűrben is. Felszerelhető a szabványos USA-beli fegyverekkel.

#### X-303
Kísérleti vezérhajó, földi/idegen hibrid. A Prométheusz kódnév alatt fejlesztették, ez lett kategóriájának első kész példánya. Elsődleges fegyverzetének rakétákat használtak; az Asgard védőpajzsot és hajtóművet később szerelték fel.

#### BC-303
Prométheusz osztályú csatahajó. Úgy lett tervezve és megalkotva, hogy képes legyen földönkívüli pajzs és fegyverzet kezelésére. Hiperűr-képes, és nyolc F-302-es Elfogó, vagy Halálsikló szállítására alkalmas. A fegyverzete sínágyúkból és földi rakétákból áll. Az egyetlen ilyen hajót (a Prométheuszt) az Ori harci műholdja elpusztította.

#### BC-304
Daedalus osztályú csatahajó. A Prométheusz utódja. Sokkal nagyobb elődjénél, és kétszer annyi F-302-es befogadására képes. Az első ilyen hajó Daedalus volt, később követte a Odyssey, majd a Korolev, amely az első orosz harci romboló (az USA-tól kapták az orosz csillagkapu használatának bérleti díjaként). Ezeket követte a USS Apollo, a Sun Tzu végül a George Hammond (Főnix-ről átnevezve). Fegyverzete sínágyúkból és Mark V-ös rakétákból áll. Rendkívül precíz asgard teleportsugár-technológiával van felszerelve, emellett egy asgard számítógép is helyet kapott a gépen. Az Odyssey a sorozat utolsó részében megkapta az Asgardok hagyatékát. A hagyatékuk minden, amit tudtak, és minden, amilyen gépeik vannak. Ezek közé tartoznak sugárfegyverek, új asgard mag, melynek belsejében olyan technológiák is helyet kaptak, mint az időtorzító burok.

### M.A.L.P.

A M.A.L.P.

A Mobile Analytic Laboratory Probe, vagy MALP (magyarul Mobil Elemző Laboratórium Szonda) egy kitalált eszköz a Csillagkapu univerzumában, amely egy valóban létező, Unmanned Ground Vehicle nevű eszközön alapul.
A Csillagkapu Parancsnokság a MALP elektromos berendezéseit arra használja, hogy ismeretlen bolygókat vizsgáljon meg, segítségével tudják eldönteni, hogy egy adott bolygó környezete biztonságos-e. A vizsgálathoz nagy felbontású színes kamerát, lézeres keresőt, spektrométert és kis hatótávú mikrofont használnak. Más érzékelők mérni tudják a légnyomást és a hőmérsékletet, a levegő összetételét és még azt is, ha a MALP az oldalán fekszik. A radioaktivitás is veszélyes a CSK csapatokra, ezért Geiger-Müller számlálóval is rendelkezik. Arra az esetre, ha az adott bolygón fejlett civilizációt sejtenek, vevőkészülékével számos szárazföldi adást képesek venni. A szerkezetre egyszerűen lehet kiegészítő érzékelőket és felszerelést rakni, ha egy küldetésnek vagy egy CSK csapatnak arra van szüksége.
Infravörös érzékelőt valószínűleg csak A sötétség határán című rész után telepítettek, amikor a szerkezet lámpái utazás közben elromlottak.

### Írisz
Blokkolja a bejövő forgalmat; azért lett kifejlesztve, hogy megakadályozza az idegenek invázióját egy Földre irányuló tárcsázás esetén. A GDO elküldése után tenyérlenyomat vizsgáló berendezéssel nyitják ki. A csillagkapu eseményhorizontja előtt három mikrométerrel található, ezáltal a féregjáratból kilépő anyag nem tud újra összeállni, ha az írisz csukott állapotban van. Az első tiszta titánból készült, miután elpusztult a másodikat trínium-titán ötvözetből gyártották.

### Fegyverek
- M4-es gépkarabély. Rendszeresített támadófegyver a CSKP-n (Csillagkapu Parancsnokság)
- MP5. A CSKP-n rendszeresített géppisztoly.
- P90. A CSK-1 által választott fegyver; a különböző osztagok különböző fegyverekkel harcoltak.
- G36. A CSK csapatok által szívesen használt gépkarabély.
- AGM-65 Maverick. A CSKP módosította az AGM-65 típusú rakétát úgy, hogy közvetlenül átlőve a csillagkapun elpusztítsa az infravörös lézerrel megfestett célpontot. Az UAV-k, és a területen tartózkodó csapat is megjelölheti a célpontot a Maverick rakétáknak.
- Sínfegyver. A Prométheuszra telepítették, de a Lidércek Atlantisz elleni támadásánál is bevetették ellenük.
- Kull Pusztító. A Kull Harcosok elleni harcban fejlesztette ki a Föld a Tok'rával közösen.
- Anti-replikátor fegyver. A fegyver képes megszüntetni a replikátor részecskék közötti kommunikációt, melynek hatására a replikátor darabokra esik, és nem tud újra összeállni. Jack O'Neill építette Thor hajóján, mikor az elméjében volt az ősök teljes tudástára. Ezzel mentettek meg számos asgard bolygót is. Az asgardok képesek voltak ebből a fegyverből műholdat építeni, mely egyetlen lövéssel tud replikátortalanítani egy teljes bolygót. Az 51-es körzetben is próbálkoznak a műhold előállításával, eddig nem sok sikerrel.
- Hírnökellenes eszköz. Blokkolja az Ori-hírnökök természetfeletti képességeit egy meghatározott frekvenciájú ultrahanghullám segítségével.

### Egyéb eszközök
- GDO. Az angol Garage Door Opener (magyarul: garázsajtó nyitó). Rádiójel formájában küldte a féregjáraton keresztül a IDC-t (IDC, az angol Iris Deactivation Code rövidítése; magyarul: Írisz Deaktiváló Kód). Az IDC nélkül a CSKP nem nyitja ki a csillagkaput lezáró Íriszt.
- FRED. Az angol Field Remote Expeditionary Device (Csatatéri Távoli Expedíciós Eszköz) rövidítése. Egy hatkerekű szállítóeszköz, amely felszerelést tud átszállítani a csillagkapun.
- UAV. Az angol Unmanned Aerial Vehicle (Embernélküli Légi Eszköz) rövidítése. A CSKP-nak különböző változatai voltak az RQ-1 Predator-nak (valóban létező amerikai fegyver): hosszútávú felderítő eszköz, rakétakilövő és a célpont-meghatározó, amely megfestette a célpontot egy vörös lézerrel, irányzékot adva a CSKP-ről a csillagkapun keresztül kilőtt Maverick rakétáknak.
- Naquadah Generátor. A naquadah-val működő generátor minden hagyományos technológiánál nagyságrendekkel több tiszta energiát biztosít.

## Goa'uld technológia

### Űrhajók

#### Halálsikló
Gyors támadó űrhajó, amely képes az űrben vagy a víz alatt is repülni. Alakja hasonlít az egyiptomiak szimbolikus állatára, a szárnyas szkarabeuszra. Nem rendelkeznek hiperhajtóművekkel, így általában a Ha'tak-ok viszik őket a harctérre. Alapesetben egy Goa'uld szolgálatában álló Jaffa vezeti. Nem rendelkezik pajzzsal.

#### Tel'tak
Fegyvertelen szállítóhajó, tipikus felszereltsége négy mentőkabin, illetve a gyűrűk. Néhány Tel'tak álcázó berendezéssel is fel van szerelve. A hajó két fő részre osztható, a repülő részegységre, amelybe közvetlenül nyílik a bejárat, és a szállítóegységre. Válaszfallal vannak elválasztva, amely kivehető.

#### Al'kesh
Az Al'kesh egy közepes erősségű bombázó melyet a bolygók támadásakor használnak. Plazmafegyvere, mely az elsődleges támadóeszköze, képes áttörni akár a Tok'ra földalatti alagútrendszerének védőfalait is. Az Al'kesh-t használják még a könnyű fegyverzettel felszerelt Jaffa csapatok szállításában is, a bolygón történő landolás után a Jaffa harcosok hadrendbe állíthatóak.Az Al'kesh módosított változata képes arra, hogy belépjen a hipertérbe is, és nincs szüksége egy kiépített bázis támogatására, mint a Halálsiklóknak. Az Al'kesh két alapvető fegyverrendszerrel van felszerelve. Ezek között az egyik két nagyméretű botfegyver, és lövegtornyok különböző energia- és plazmafegyverekkel. Az Al'kesh a Lucian Szövetség alapvető harci eszköze.

#### Ha'tak anyahajó
A Ha'tak vagy Goa'uld anyahajó a legnagyobb Goa'uld űrhajó. Két különböző hajótestből áll, egy tetraéder alakú fő részből és egy ezt körbeölelő gyűrű részből. A ha'tak szó annyit jelent, hogy gúlahajó. A Ha'takok sok esetben piramisokon landolnak. (Két esetben a Cheyenne hegységben is leszálltak.) Fel van szerelve hiperhajtóművel és ha nem éri komolyabb sérülés 32,000 alkalommal képes hiperűr-ugrásra. A parancsnoki központ neve pel'tak. Több száz Halálsiklót képes szállítani, amelyeket támogató egységnek használnak. Több ágyúval is fel van szerelve, melyek a törzsön vannak szétszórva. Az Isteni kegyelem c. részben a támadó anyahajók bombázzák az USA keleti partvidékét. Minden egyes bomba egy 200 megatonnás nukleáris robbanófejjel felszerelt bombával ér fel.

### Zat'nik'tel

A tüzelésre kész zat

A legtöbbször használt fegyver, használatától az áldozat elveszti eszméletét. Az első lövés kínokat okoz és/vagy eszméletvesztést, a második halált, a harmadik pedig atomjaira bontja áldozatát. O'Neill ezredes nevezte el Zat-nak . A legtöbbször akkor használják a földi harcosok, ha elektromos berendezést akarnak tönkretenni, vagy az ellenséget meg akarják bénítani a megölése nélkül.

### Botfegyver
Ez a fegyver van általánosítva a Goa'uld hadseregben, a Jaffáknál. Egy hosszú fém rúdból áll, amin a markolat is van, a végén pedig mandula alakú fejjel van felszerelve, ami tüzeléskor kinyílik. A bot hátsó végén "puskatus" található, így közelharcra is használható. Folyékony naqahdah-val működik. Képzett kezekben nagyon hatásos, de sokkal lassabban tüzel, mint a földi fegyverek. Goa'uld űrhajók többsége rendelkezik egy nagyobb és erősebb változatával.

### Kézi fegyver
Ismerik még szalageszközként is. Egy fém kesztyűhöz hasonlít a közepén egy nagy piros drágakővel. Ez minden Goa'uld saját fegyvere. Csak az tudja használni, akinek a vérében van egy kis naquadah (vagy régebben gazdatest volt). Használható az ellenfél kínzására, illetve a kivégzendő ellenfél hosszú és fájdalmas megölésére. Képes még üzenet küldésére a Goa'uld és az áldozat között.

### Szarkofág
Visszahozza a holtakat az életbe, meggyógyítja a súlyos sérüléseket. Extrém módon meg tudja hosszabbítani egy Goa'uld életét. Ha embernél rövid idő alatt többször használják, akkor függőséget okoz, használatának felfüggesztése után elvonási tüneteket, majd halált okoz. A Tok'ra nem használja, mert a használóját a Goa'uldok gonoszságára készteti.

### Gyógyító eszköz
A Kézi eszközhöz hasonlóan a kézen kell viselni. Képessé teszi a Goa'uldot, vagy egy régebbi gazdatestet a gyógyításra.

### Pajzs
Minden Goa'uld vezérhajó és néhány Goa'uld vezető képes energiapajzsot létrehozni a saját védelmére. A személyi változata képes arra, hogy blokkolja a lövedék mozgási energiáját. Nem volt képes azonban ellenállni a kis mozgási sebességű lövedékeknek, például a késeknek, nyilaknak. Később ezt a hiányosságot is kijavították.

### Kínzó bot
Ezt a fegyvert kínzásra használtak, hogy információt csikarjanak ki a foglyokból. A vége három felé ágazik, mint egy szigony. Szélsőséges fájdalmat okoz, és alkalmazásakor fény csap ki az áldozat száján, fülén és szemén. Az utolsó évadban a Szabad Jaffák és a Lucian Szövetség is ezt használta.

## Tollan technológia

### Ion ágyú
A Tollana bolygó védelmi rendszerét alkotja, véd a Goa'uld támadás ellen. Egyetlen lövése képes elpusztítani egy Goa'uld Ha'tak anyahajót. Ennek ellenére, Anubis képes volt kifejleszteni ellene a megfelelő védelmet, mert rendelkezik a felemelkedettek tudásával.

### Fegyver hatástalanító
A tollan világra érkezők fegyvereit kapcsolja ki. Általában a kormányépületek bejáratánál helyezkedik el.

### Tollan fáziseszköz
Ezzel a hordozható kis eszközzel képesek a Tollanok átmenni a szilárd anyagokon, például a földi kapun található Íriszen.

### Csillagkapu-másolat
Az eredeti tollan bolygó pusztulása után, a tollan csillagkapu elpusztult. Amikor az új hazájukba, Tollanába költöztek, a Nox segítségével új csillagkaput építettek. Az új kapu sokkal kisebb és vékonyabb az Ősök által készített csillagkapuknál.

### Kommunikációs eszköz
Személyi „Gyorsabb-a-fénynél” kommunikációs eszköz. Amikor egy tollan csoportot a Földre menekítettek ki a régi bolygójukról, képesek voltak kapcsolatba lépni a Nox-szal a csillagkapu nélkül is. Nem egyszerűen a tér torzításával működik, ahogy az egyik tollan leereszkedően közölte Daniel Jacksonnal.

## Ős technológia
- Transzportgyűrűk. A teleportáló rendszert napjainkban a Goa'uld, a Tok'ra és a Prometheus-on az emberek is használják.
- Csillagkapu: A csillagkapukat az Ősök alkották meg, és ők helyezték el szerte a galaxisban a DHD-vel (Dial Home Device, angol szó, jelentése: Tárcsázó eszköz).
- Időgép. Az Ősök képesek voltak időgépet készíteni, hogy megmentsék saját magukat. A Janus nevű Ős fejlesztette ki. Az CSK-1 megtalálta ezt a gépet, és visszautazott Ré korába az ősi Egyiptomba, hogy megmentsék a Földet. Készítettek még egy nagyobb méretű gépet is, ami miatt a CSK-1 egy időbuborékba került, és egyetlen nap történései játszódtak le újra és újra.
- DNS újraíró. Ezt az eszközt a Nirrti nevű Goa'uld használta fel arra, hogy kifejlessze magának a tökéletes embert, a tökéletes gazdatestet.
- Az Ősi tudás tára. Ezt az eszközt a CSK-1 találta az egyik bolygón. Jack O'Neill belenézett, és a szerkezet az agyába töltötte az Ősök teljes tudást. Az emberi agy korlátozott kapacitása azonban nem bírja feldolgozni ezt a hatalmas adatmennyiséget. Jack O'neill indította be az antarktiszi ősi előőrsöt, amivel sikerült legyőzni Anubis Föld elleni támadását.
- Zéró Pont Modul, ZPM. Ezt az eszközt az Ősök használták, ezzel biztosították hatalmas energiaigényüket. Minden a Földön található energiaforrásnál erősebb, évezredekig képes működni. Ezzel indították be az antarktiszi előőrsöt. A CSKP egyetlen ZPM-jét kimerítették akkor, amikor féregjáratot nyitottak a Pegazus galaxisba, hogy megkeressék Atlantis városát. A ZPM energiáját egy belső univerzum vákuum-energiájából nyeri. A vákuumenergia röviden azt jelenti, hogy részecskepárok keletkeznek a semmiből és tűnnek el azonnal. a ZPM ezt a jelenséget használja ki valahogy, az energia előállításához.
- Drón fegyver. Rakétaszerű eszköz, amely leginkább egy medúzára hasonlít, képes bemérni és elpusztítani egy kisebb hajót. Több ilyen drone képes elpusztítani bármilyen hajót, ezt be is bizonyította, amikor Anubis Föld elleni támadásakor szétverte az egész Goa'uld flottát. Képes áthatolni bármelyik energiapajzson is. Rendkívül fejlett vezérlőrendszerük van, képesek elkapni a kisebb és gyorsabb hajókat is. Nem keverendő össze a Csillagkapu: Univerzum sorozatban előforduló drón űrhajókkal.
- Dakara szuperfegyver. Képes szelektíven, a Dakara bolygó felszínén és az azt körülvevő űrben az alanyok atomjaikra bontására. Minden életet képes kioltani a galaxisban, ha átküldik a hatását a csillagkapuk hálózatán. A fegyver segítségével pusztították el a Replikátorokat. Anubis a szuperfegyver segítségével ki akarta irtani az életet az egész galaxisban. Miután Anubis vég nélküli harcra kényszerült Oma Desala-val a felemelkedettek létsíkján, a szabad Jaffáké lett a fegyver. Később az Ori ellen használták, de Adria (az Orici) egy Ori anyahajó fő fegyverével elpusztította azt.
- Ugró v. pocsolyaugró. Az Ősök által használt kis méretű űrhajó, amely képes áthaladni a csillagkapukon. Vezetésére csak az Ős-génnek nevezett ATA gén tulajdonosa képes. Alakja egy hengerből ferdén kivágott darabra hasonlít. Rendelkezik álcázó-rendszerrel, valamint saját fegyverzettel, drone-okkal. Belső szerkezete két részből áll: az irányítófülkéből valamint a hátsó helyiségből, amelyeket egy légmentesen zárható ajtó választ el. Képes egy osztag szállítására is, de tíz-húsz utasnál többet nem lehet benne kényelmesen szállítani. Elnevezésük John Sheppardtől származik, eleinte ugyanis a Csillagkapuk eseményhorizontján („pocsolya”) való áthaladásra használták, bár kapuk nélkül is működik, közönséges űrhajóként. Dr. Rodney McKay a felemelkedés-közeli állapotában kifejlesztett egy hiperhajtómű prototípust az ugrókhoz.
- Az ősök egy 10000 évvel ezelőtti kutatás védelmére (Arcturus-projekt) is létrehoztak egy fegyvert a Pegazus galaxisban, mely képes volt elpusztítani egy teljes lidérc flottát. Egy drone rakétakilövőállomáshoz hasonló, de sokkal erősebb fegyver. Mikor újra működésbe hozták, az energiaforrása; ami a ZPM-hez hasonlóan vákuumenergiából táplálkozott, instabillá vált és a fegyver, valamint a bolygórendszer (Doronda) 5/6-a egy hatalmas robbanással elpusztult.
- Ős műhold. Hatalmas erejű támadó berendezés, mely egyetlen erős lézersugárral képes elpusztítani szinte bármilyen hajót. Ebből az egyszerű szerkezetű gépezetből 2 ismert darab létezett: 1 a Pegazus galaxisban, mely segített elpusztítani rengeteg hajót, de egy lidérc kaptárhajó megsemmisítette; illetve egy a mi galaxisunkban, mely egy bolygó körül keringett. Ez utóbbit az Ori telepítette, hogy el tudja pusztítani a veszélyesebb ellenfeleiket is (ez pusztította el a Prometheus-t). A gép sugara hasonlít az Ori rombolósugárhoz, csak sokkal vékonyabb, folyamatos sugarat küld a műhold, mely akár 1,5-szer olyan erős is lehet, mint a hasonló Ori fegyverek. Carter ezredes segítségével sikerült elpusztítani az Ori által épített műholdat, a Caledonia-n.
- Ős szék. A székek az ős helyőrségek alapkövei, Atlantiszon és az Antarktiszon találtak belőlük (utóbbit a lidércek megsemmisítették, amikor megtámadták a Földet). Minden esetben egy üres terem közepén áll. Hogyha valaki beül úgy, hogy van benne ős gén, akkor a szék hátradől, és a teljes teremmel együtt kék fényárban úszik. A széket vezérlő egyén gondolatokkal képes irányítani a bázis összes rakétáját és nagy hatótávolságú fegyverét. A szék díszítése szürke és szöges, inkább a lidérc technológiára emlékeztet. Kezeinkkel is irányíthatunk a székből, a szék karjai végén lévő, kocsonyás állagú interface-ből. A Csillagkapu: Univerzum sorozatban a Végzeten egy fejletlenebb prototípust találtak. Ez képes volt egy embert testetleníteni, és tudatát feltölteni az űrhajó memóriájába.
- Ős építő gép. A gépezet hasonlít az Ősi tudás tárára (lásd fentebb), csak itt a használó alapvető molekulákból rakja össze a bonyolult szerkezeteket. Hatalmas koncentrációt igényel sok időn keresztül, így elég fárasztó a használata. Merlin is ezzel dolgozott a laboratóriumában, de az Ori hajókon is megtalálható.
- Merlin ősi fegyvere. „Merlin valami új találmányon dolgozott. Egy fegyveren, mely képes elpusztítani a felemelkedett lényeket.” – Daniel Jackson. Daniel ezt a szöveget Merlin ősi naplójából olvasta fel (lásd lentebb). A fegyver egyetlen csapással képes elpusztítani a felemelkedett lényeket. „Egy energiaátviteli eszköz, ami a Zéró Pont Modul-hoz hasonló, kivéve, hogy a szubtérből az energiát nem a hagyományos tér-időbe vezeti el, hanem a felemelkedett lények által elfoglalt dimenzióba.” – Kavsir, az asgard. A fegyver beindító kulcsa a Sangreal, az a vérkő, melyet Merlin mindig a nyakában hordott (Sangreal – Szent grál). A fegyvert sikeresen megépítették és elküldték az Ori galaxisba, Csillagkapu: Az igazság ládája című Stargate-filmben kiderül, hogy a fegyver működött.
- Merlin naplója. A napló egy interface, kombinálva a fázisváltó berendezéssel (lásd lentebb). Merlin így képes volt elrejteni a kutatásait a felemelkedett lények elől.
- Fázisváltó gépezet. Merlin találmánya, melyet egy erőmező is védelmez. Carter ezredes képes használni a földi generátorokkal is. A gép áthelyezi a mezején belüli összes dolgot egy párhuzamos síkra, mely így 100%-ig védve van minden technológiától. Amit eltüntet, az teljesen láthatatlan a mezőn kívülieknek, de akik belül vannak, azok a mezőn kívülre is látnak.
- Az ősi pajzs. Atlantisz védőpajzsa, mely 3 ZPM segítségével több mint 10000 évig működött, beleértve azt az időt is, mikor a lidércekkel háborúztak és később, míg elsüllyesztették a várost a Lantea óceánjának mélyére. A pajzs teljesen átlátszó, de szinte lehetetlen feltörni. Egy hasonló pajzs íriszként van az atlantiszi kapun, és a cellákon. Atlantiszon most is működik, 1 ZPM-el.
- Az ős hadihajók. Az ősök több hajót is építettek ezek közül az Auróra és az Orion az ismertebbek. Természetesen nem csak anyahajókat építettek, hanem számos cirkálót és ugrókat is. A legszembetűnőek a városhajók voltak, mint példának okáért Atlantisz. Természetesen ezekbe is lehetett ZPM-et rakni. 2 ilyen hajó tűnik fel, az Atlantisz és még egy városhajó osztályú város, de erről nincs olyan sok információ.
- Ős kaputelepítő és felderítő hajók. Az ősök több százezer évvel ezelőtt hajókat küldtek az űrbe, amik a galaxisokban a lakható bolygókon csillagkapukat helyeztek el. Valódi céljuk a tudományos kutatás volt: az ősök felfedezték, hogy a kozmikus háttérsugárzásban megfelelő detektorokkal strukturált, véletlen zajnak nem tekinthető, intelligenciára utaló jelek mutathatóak ki, amelyek az ősrobbanás előttről származnak; és egy egész flottát küldtek ki szerte a Világegyetembe, hogy azok előkészítsék a sugárzásból kiolvasható üzenet megfejtését. Ezek elküldése után nem sokkal csillaghajókat indítottak melyek a telepített csillagkapukat kutatták fel és tárcsázták. Ilyen hajókról csak keveset tudunk, ugyanis az ősök a nagy járvány idején visszahívták ezek legénységeit, de a hajók mentek tovább automatikusan. Minden hajón volt egy csillagkapu (a telepítőhajókon pedig sok, mivel azok folyamatosan gyártódtak). A csillagkapukat 9 ékzárral készítették, és a 9. tárcsázta ezeket a csillaghajókat. Ilyen hajókból csak 2-t ismerünk, egyikük a Destiny (Végzet) nevű felderítő a Csillagkapu: Univerzum c. sorozatból, valamint egy ismeretlen nevű kaputelepítő hajót. Ezek a hajók a csillagok (napok) energiáját használják ki. A kaputelepítő hajót az Ursini nevű faj szállta meg, mígnem az ismeretlen eredetű drón űrhajók megsemmisítették egy, a Végzettel vállvetve vívott csatában (a Végzet sorsa az Univerzum sorozat megszüntetése miatt ismeretlen).
- Ős hajtómű. Képes megközelíteni a fénysebességet
- Ős kommunikációs kövek: gyakorlatilag végtelen távolságokat képesek áthidalni. A walkie-talkie elvéhez hasonlóan működnek: kell egy példány a Világegyetem egyik, egy másik pedig egy másik pontján. Amikor két kő használói kapcsolatba lépnek, tudatuk kölcsönösen kicserélődik, és egymás testét irányítják valós időben (azaz a jel terjedési sebességét nem korlátozza a fénysebesség állandóságára vonatkozó elv). Ha bármelyiküket megölik a folyamat során, akkor mindketten meghalnak. Szerepelt az Atlantisz és az Univerzum c. sorozatban is.

## Tok'ra technológia

### Szimbióta méreg
A Tok’ra fejlesztette ki, a CSKP egyszer ezzel akarta elpusztítani a tárgyalásra összegyűlt rendszerurakat. Mivel a méreg megöli az összes szimbiótával rendelkező Goa'uldot, Tok'rát, Prim'tah-t és Jaffát, ezért a CSKP lemondott a használatáról, a sok ártatlan Jaffa áldozat miatt. Az NID egy szakadár csoportja is használta a jaffák kiirtására.

### Kristály alagút
A Csillagkapu című filmsorozatban a kristály alagút (angolul: Crystal Tunnels) egy Tok'rák által használt gyors bázisépítkezési eljárás.
Ezek a földalatti csatornák hatékony elrejtőzködést biztosítanak a Goa’ulddal szemben, és ez az amiért a Tok'ra gyakran telepít kristályokat terméketlen bolygókon, ahol nincs élet, mert kizárja a bázis esetleges felfedését. A kristályok nem rendelkeznek szellőzőrendszerrel, azonban a kémiai reakciók során előállítanak melléktermékként oxigént. A alagutak könnyen le is bomlanak. Az alagutaknak nincs ki- és bejárata, ezért erre a célra transzport gyűrűket használnak. A Goa'uld Al'kesh bombázók lerombolhatják az alagutakat, ha felette bombázzák a felszínt.

### Tretonin
A Pangaranok fejlesztették ki, de a Tok'ra fejlesztette tovább azért, hogy ne pusztuljanak el a Jaffák, ha kiveszik belőle a Goa'uld szimbiótát. A Pangaranok azért fejlesztették ki, hogy immunissá tegyék magukat, bár hamarosan kiderült, hogy ez nem a legjobb megoldás volt. Ennek ellenére a Tok'ra továbbfejlesztett szerével meg tudták oldani, hogy a Jaffák élete többé nem függ a Goa'uldoktól.

### Anyahajó tájoló
A galaxis szerte lévő Goa'uld anyahajókat lehetett beazonosítani vele.

### Transphase Eradication Rod, TER
Két célt szolgál. Elsőként, vizsgálja a fényt, amely elrejti a fázistól 180 fokra rejtőzködő Re'tu-kat. Másodszor, miután megtalálták őket, az energiafegyverrel megsemmisítik őket.

### Zatarc detektor
Egy fejlett hazugságvizsgáló. A Tok'ra fejlesztette ki a köztük lévő Goa'uld kémek kiszűrésére.

## Asgard technológia

Egy asgard hadihajó pajzsa

- Sugártechnológia. A személyek vagy tárgyak egyik helyről a másikra történő szállítására használják. Ezt a technológiát főleg az Asgard hajókon használják, bár Anubis képes volt ellopni Thor elméjéből. Ez a sugártechnológia került telepítésre a földi BC-303-as hajóra, a Prometheusra, és a BC-304-es Daedalusra, az Odysseyre, a Korolevre és az Apollóra.
- Időtágító készülék. Az Asgard használta arra, hogy egy időbuborékban csapdába ejtve a Replikátorokat, az idő múlását lelassítva, haladékot kapjanak a megfelelő harcmodor kidolgozására. A Replikátorok képesek voltak módosítani a szerkezetet, és felgyorsították vele az idő múlását.
- Thor pörölye: a sugártechnológia egyik alkalmazása. Az eszköz képes volt detektálni a Goa'uldot, beleértve a Jaffákat is. A bemérés után egy barlangba transzportálta az ellenséget, ahonnan csak egyetlen kijárat nyílt a külvilágra. A kijáraton áthaladva az Asgard technológia képes volt eltávolítani a Goa’uld szimbiótát a testből úgy, hogy a gazdatest életben maradt.
- Asgard erőtér-pajzs. A pajzs valamilyen formában a legtöbb asgard hajón van, és még megtalálhatóak a BC-303 és a 304-es hajókon is. A pajzs sokkal erősebb a goa’uld energiapajzsoknál, melyeket a goa'uld anyahajókon találhatunk a sorozatban. A pajzs vastagsága nem limitált, energiaszinttől függ. Olyan fegyvereket is képes valamilyen szinten blokkolni, mint a legtöbb goa’uld technológia, az ősök Arcturus projektbeli fegyvere, illetve az Ori lézerágyú.
- Asgard hologram-kommunikációs eszköz. A gépezet képes üzenet és hang mellett elő és mozgóképet küldeni az adott alanyról, aki beszél. Ezt az eszközt gyakran használják mély alagutakban vagy más hajókon lévő lények közötti kommunikációhoz. Első megjelenése a 2. évad "Thor szekere" című részében van, mikor Thor élő adást sugároz egy bolygóra egy hadihajó fedélzetéről. Anubis is ezzel a technológiával lépett kapcsolatba a Földdel, és így jelent meg az antarktiszi bázison is.
- Klón technológia. Az asgardok (életük meghosszabbítása révén) kifejlesztettek egy módszert, melynek segítségével asgard klón hozható létre egy másik asgard képmására, és annak a személynek a tudatának átültetése a klónba, akiről a klón készült. Így az asgardok rendkívül hosszú ideig képesek voltak élni, de ennek is meglett a következménye. A sorozatos klónozások miatt az asgardok elveszítették természetes szaporodási képességüket. Ezután a szaporodásukat is klónozással oldották meg.
- Asgard energiafegyver. Az asgardok legmodernebb energiafegyvereiket még anyabolygójuk (az Orilla) felrobbantása előtt építették rá az Odysseyre. A fegyverek vékony, rövid kék sugarak, melyek olyan erősek, hogy 6 rövid lövéssel képes volt az Odyssey legénysége elpusztítani egy Ori anyahajót. A fegyver ereje még az Odyssey legénységét is meglepte.

## Lidérc technológia

### Lidérc teleport
Minden lidérc hajó elengedhetetlen tartozéka, mely egy gúla alakú, átlátszó sugárban csap le a bolygókra, és embereket szállít fel egy, a hajón belüli raktárszerkezetbe, ahonnan a gép újbóli használatával távolíthatóak el a „felszívott” lények. A lidérceknek, ez rendkívül hasznos, mivel így nem kell a hajójukat elhagyni vadászat közben, és rögtön, élve be is gyűjtik a prédájukat. Csak élőlényeket képes felszívni, ami egy újabb előny.

### Életraktár
A lidérc teleport-raktárgépezete, mely mérettől függően 3-1000 élet befogadására és életben tartására alkalmas.

### Lidérc adathordozó
Egy fekete, alul két hajlított ágból és felül egy csáprágóhoz hasonló csatlakozóból álló adathordozó. Használata hasonló a pendrive-éhoz. Először a Genii talált ilyen szerkezetet, mikor lezuhant egy vadász. Később, a Genii képes lett láthatóvá tenni az információkat, bemérni a kaptárhajók helyzetét és kiütni egy kaptárhajó számítógépes rendszerét. Ebből tudták meg, hogy legalább 60 kaptárhajó van a Pegazus galaxisban.

### Lidérc kábító
A lidérc kézifegyvereket "kábítónak" nevezik, mert a Zat fegyverhez hasonlóan nem ölnek meg, csak bénítanak, a lidércek ugyanis nem ölni akarnak, hanem élő embereket gyűjteni táplálékul.
A fegyverek egy olyan fajta energiát bocsátanak ki, mely blokkolja az idegsejteket, így az áldozat nem tud mozdulni, elkábul. Az atlantiszi expedíció több ilyen fegyvert is szerzett. Ezeket rendszeresítették a felderítő csapatoknál. A fegyverek hatása hasonló a Zat-hez, nem képesek ölni de nem okoznak fájdalmat sem. Öt ismert fajtája van.

#### Lidérc kézipuska
Általában parancsnokok használják, de néhány alacsonyabb lidérc harcoskasztnál is használják. Az Atlantisz expedíció is szerzett néhányat és előszeretettel használja őket ha valakit el akarnak kábítani.

#### Lidérc botfegyver
A fegyver ugyanazokat a kábító energiákat sugározza az idegsejtekbe, mint a többi kábító. A bot alakú fegyver a kábítópuskánál karcsúbb és sokkal jobban használható közelharcra is. A bot egyre jobban kezdi felváltani a lidérc egységeknél a puskát.

#### Lidérc kábítóbomba
A fegyver ugyanazokat a kábító energiákat sugározza az idegsejtekbe, mint a többi kábító. Az eszköznek sárga a közepe. Nagyobb területeken található élőlények elkábítására használták. Miközben ledobták, a bombát egy kék energia mező vette körbe. Amikor leérkezett, pár másodperccel később egy kék energia nyaláb tört ki belőle, ami a kábítósugár volt. A kék energia mező hasonlít arra, amit az ugróknál használtak pajzsnak az ún. kábítóbuborékra.
2008-ban, amikor a lidércek fölfedezték a Félúti űrállomást, azon keresztül el akartak jutni a Csillagkapu Parancsnokságra. A kapun keresztül küldtek előre egy bombát, hogy elkábítsák a személyzetet.

#### Lidérc kábítópuska
Ez az elsődleges fegyver, amit a lidérc harcosok használnak. A fegyver egy olyan fajta energiát bocsát ki, mely blokkolja az idegsejteket, így az áldozat nem tud mozdulni, elkábul. Mindezek ellenére a fegyver másik végén éles szuronyok találhatók. A lidércekre ugyanúgy hat a fegyver, de míg beléjük kettőt kell lőni, az emberbe elég egy is. Az emberek a Lidérc enzim hatása alatt minden kérdésre őszintén válaszolnak. Egy biztonsági osztagot ezzel szereltek fel, amikor John Sheppard keresésére indultak és ő az Iratus bogár retrovírusának hatása alatt állt. A fegyver nem hatott rá.

#### Lidérc kábítórúd
A fegyver ugyanazokat a kábító energiákat sugározza az idegsejtekbe, mint a többi kábító. A kábító energia mező akkor lép életbe, ha emberi lényt észlel. A lidérc, Todd arra használta, hogy elkábítsa a Daedalus legénységét, hogy át tudja venni az irányítást, mert azt hitte elárulták.

### Lidérc gránát
A Lidérc gránát egy kis, gömb alakú robbanó eszköz, melyet a Lidérc harcosok használnak, ha meg akarnak ölni valakit. Amikor középen megcsavarják, bekapcsol a detonátor. Néha használják aknaként is. A fegyver némileg nem alkalmas a Lidércek számára, mivel ők élve szeretik az áldozatot. Legtöbbször építmények lerombolására használták.

### Lidérc energiafegyver
A Lidérc energiafegyver egy olyan hajótól hajóig működő energia alapú fegyver, melyet a Lidérc flotta használ. A Lidérc vadászok egyetlen ilyen ágyút tartalmaznak a hajó elejében, mely egyetlen lövéssel képes elpusztítani egy pajzs nélküli ugrót is. A kaptárhajókon jóval több és erősebb fegyver található; ezek pár perc alatt képesek kiiktatni egy Daedalus-osztályú hajó Asgard pajzsát. A fegyver nem hosszú és folyamatos sugárat lő – mint pl. az Ori vagy az Asgard fegyverek -, hanem rövid impulzusokat koncentráltabb erővel.

### Űrhajók

#### Lidérc vadász
A legkisebb és egyben leggyengébb hajó, mely százszámra megtalálható a kaptárhajók belsejében. 2 részre osztható, a vezérlőrészre és a hátul található életraktárra (lásd feljebb), mely csupán néhány életet tud elraktározni. A hajó nem szabályos alakú, viszont formatervezett és rendkívül gyors. Egy pilóta lidérc vezeti a hajót. Haladás közben a hasított levegő sipító hangja hallatszik. A hajók fegyverzete kisebb energiafegyverből és az elején lévő hatalmas, szuronyszerű gépházból áll.

#### Lidérc cirkáló
A lidérc cirkálók legtöbbször a kaptárhajók kíséretében tűnnek fel. Amikor a kísért kaptárok megsemmisülnek, a cirkálók elmenekülnek a hipertérbe. Ezen a feladaton felül még ezeket használják a megszállt területek ellenőrzésére is. Használják még válogatási célokra is. A hajók leszállnak a bolygókon, kiválogatják, majd elviszik a lakosság "ehető" részét. Hordoznak bizonyos számú lidérc vadászt is, számuk viszont ismeretlen.

### Lidérc kaptárhajó
Az anyahajó, melyből legalább 60 db található a Pegazus galaxisban. A hajó legnagyobb gyengesége hogy nincs védőpajzsa, de ezt némileg kompenzálja a hajótest regenerációja. Alkalmas közelharcra és ostromra is. Van egy ostromformáció ami elől az Ősök elsüllyesztették Atlantis városát. A hipertértechnológia gyengeségei miatt a hajó bizonyos időközönként kénytelen megállni és regenerálódni. Nem csak a hiperhajtómű, hanem a hajótest szervessége nem nagyon alkalmas a hipertér sugárzásának hosszútávú elviselésére. A gyenge pontja a hangár és környéke ha ide tüzelnek akkor nagyobb esélye van az utólagos robbanásoknak.

### Lidérc teherhajó
Támadásra alkalmatlan, de néhány tucat lidérc szállítására alkalmas hajó. Hatalmas életraktárral rendelkezik, mivel szinte csak ezt szállítja a fegyvereken és az energiaforrásokon kívül.

## Ori technológia

Az ori különleges, ezüst színű gyűrűi

- Személyi pajzs. Az Orici személyes pajzsa védi őt egy esetleges támadástól. Fejlettebb, mint a hajók pajzsai, de nem erősebb azoknál. A pajzs védelmet nyújt minden fizikai támadó lövedék ellen, illetve az energiafegyvereket is blokkolja, köztük a Dakarai szuperfegyvert (lásd fentebb), melyet az Orici egy cirkáló segítségével elpusztított. Az orici úgy tartja, hogy a pajzs egy „darabka az ősi városból, melyet az őseik hagytak rájuk”.
- Ori kézi fegyver. Ez a kesztyűszerű fegyver hasonlít a goa'uld Zat-ra, csak ez sokkal több ideig képes elkábítani az áldozatát, kristállyal működik. A kristály egy energiahullámot küld át az ellenség testébe, így támad. Ritkán használják.
- Ori botfegyver. Az ori harcosok fegyverei, melyek hasonlítanak a Jaffa botfegyverekhez, de az Ori botfegyver lényegesen fejlettebb. A bot kristállyal működik, és kék sugárlövedéket lő ki. Közelharcban szinte sohasem használják a katonák.
- Az ori minden "megtérített" falutól azt kívánja, hogy építsenek egy fém, ellipszis alakú tárgyat, amin egy útvesztőszerű hálózat van (az útvesztő az eredet jelét ábrázolja), mely a közepéig vezet, ahol egy ülőhely van. Ebbe az útvesztőbe valami éghető, ezüst színű folyadékot öntenek, és azt meggyújtják, miközben végigmegy az útvesztőn, miközben valaki bent ül a tárgy közepén. Ez a valaki egy hitetlen, aki nem hisz az Ori-ban. Ezt a tárgyat Arra-nak hívják az Ori hívők.
- Ori gyűrűk. Hasonlít az ős gyűrűkhöz, és ugyanazt a célt is szolgálják. Az ori gyűrűk ori szimbólumokkal díszített ezüst gyűrűk, és lényegesen vastagabbak, mint az ős gyűrűk. Az ori gyűrűknek több időbe telik, míg teleportálnak, mint az eredetieknek, ezt a teleportáláskor létrejövő fényük is mutatja, mely több ideig marad meg, mint az ős gyűrűknél. Ez az ori katonák elsődleges szállítási eszköze a hajók után.
- Ori műhold. Lásd fentebb: Ős technológia/Ős műhold
- Hordozható gyűrűplatform. A gépezeteket olyan bolygókra dobják le, melyeken nincs gyűrű gépezet. Ha a platform a bolygóra került, azonnal lehet aktiválni. A katonák támadásainál használják.
- Hírnöki bot. A bot minden hírnök elengedhetetlen tartozéka, melynek segítségével tudják irányítani az ori gépezeteit. A bot úgy kb. 185 cm magas. Az tetején több, ellipszis alakú, kisebb-nagyobb, kék üvegszerű védő van. Ha a hírnök a botot használja, az elkezd erősen világítani. A hírnök az erejét is a bottal tudja használni, gondolattal fel tud emelni vele dolgokat, felvirágoztatni vagy nyomorúságba dönteni embereket, betegségeket terjeszteni, védelmezni.
- Szuperkapu. Az ori a túlméretezett anyahajóik szállításának a hipertér helyett egyszerűbb módját választották: építettek egy gigantikus méretű kaput, melybe még a legnagyobb hajóik is beférnek. Az első szuperkaput, amit egy hírnök a Kallana bolygónál kezdett el építeni még a befejezése előtt sikerült Vala Maldorannak elpusztítania. A második kapu az elsőnél is nagyobb, szinte elpusztíthatatlan, de Carter ezredesnek 4 ori anyahajó (lásd lentebb) jövetele után sikerült egy féregjárattal leblokkolnia a kaput. Azt a blokkot Daniel terve érdekében felnyitották, de így csak még több hajó jött a galaxisba.
- Ori vadász. Ez a hajó nagyobb, mint egy F-302-es, és minden tekintetben fejlettebb. A hajtóműveiről és a fegyverzetéről szinte semmit sem lehet tudni, mivel ritkán alkalmazzák őket. A hajók színe fehér, és rendelkeznek gyűrűgépezettel (lásd fentebb). Egy anyahajó belsejében rengeteg ilyen hajó is megtalálható. Pajzsokkal nem rendelkezik.
- Ori anyahajó. A legnagyobb ori hajó, legalább 3-5-ször akkora, mint egy BC-304-es osztályú hajó. Fegyverzete ágyúkból, és a hajó elején lévő, hatalmas kör alakú, sárga lézersugárból áll. A lézernek mindössze 1 lövésébe került szinte megbénítani az Odüsszeiát, és elpusztítani rengeteg goa'uld hajót. A szuperkapun át érkeztek. Minden ori technológiát tartalmaznak. Rendkívül erős pajzsokkal rendelkeznek, hiszen minimum egy tucat hajó (köztük a Odüsszeia és a Korolev) fegyvertüzétől sem sérült meg egyik hajó sem. Rengeteg vadászt és több tízezer katonát szállít. Ellipszis alakúak, és a közepükben van egy hatalmas kör, melynek közepén egy fénygömb van, mely feltehetően a hajó fegyvere. A hiperhajtóműve a hajón belül van, egy hatalmas terem közepén (egy ős obeliszkre emlékeztet). Az ilyen hajókat csak a legmodernebb asgard energiafegyverzet képes elpusztítani, melyet pusztulásuk előtt (minden technológiájukkal együtt) átadtak az Odüsszeiának.
- Ori irányító szék. Ezzel az ős székhez hasonló szerkezettel lehet irányítani az ori hajókat. A működtetéséhez szükség van ori génre, mely az ATA génhez hasonló. Ez a gén csak a hírnökökben, az ori-ban és az orici-ban van meg.

1. ↑  Angolból átvett hibás névalak, tulajdonképpen Koroljov (Королёв)